# Choson Sinbo
Choson Sinbo, eng. The People's Korea, är en pronordkoreansk tidning, avfattad på engelska. Sedan 1961 har tidningen givits ut varje vecka i Japan och den har funnits som webbtidning sedan 1997. År 2006 lade man ner pappersupplagan av tidningen som sedan dess enbart ges ut digitalt.